# Тайната армия
„Тайната армия“ (на английски: Secret Army) е английски драматичен сериал, излъчван по BBC и белгийската телевизия BRT (сега VRT), по идея на Джерард Глайстър. В сериала се разказва за измислена група на Съпротивата в окупираната Белгия от немците по време на Втората световна война. Правен е във Великобритания и трите сезона са излъчени по BBC1 от 7 септември 1977 г. до 15 декември 1979 г.
Сериалът е създаден от Джерард Глайстър като продължение на неговия драматичен сериал „Колдиц“ (Colditz), Глайстър беше бивш пилот във Кралските военновъздушни сили и опитът му е вдъхновение за сериала.
Поредицата следваше времевата линия на войната, за да покаже как тя е засегнала Белгия. Заснемането се проведе в Белгия със съдействието на BRT. Други места бяха в Лондон и Норфолк. Типът въздухоплавателно средство, включен в цялата серия, е Westland Lysander.
Последователността на заглавието беше създадена от Алън Джейпес, които надписи включват EastEnders. Музиката се композираше от Робърт Фарнън.
Сериозният тон на продукцията го накара да се парадира в комедийния сериал на Би Би Си „Ало, ало!“, с няколко участника, които се появяват и в двете серии.

## Актьорски състав
| Персонаж                  | Първи сезон        | Втори сезон        | Трети сезон        |
| ------------------------- | ------------------ | ------------------ | ------------------ |
| Алберт Фойрет             | Бърнард Хептън     | Бърнард Хептън     | Бърнард Хептън     |
| Лиса „Ивет“ Колберт       | Жан Франсис        | Жан Франсис        |                    |
| Лейтенант Джон Къртис     | Кристофър Нийм     |                    |                    |
| Моник Дюшан               | Анджела Ричардс    | Анджела Ричардс    | Анджела Ричардс    |
| Лудвиг Кеслер             | Клифърд Роуз       | Клифърд Роуз       | Клифърд Роуз       |
| Майор Ъруин Брандт        | Майкъл Кълвър      | Майкъл Кълвър      |                    |
| Натали Шантренс           | Джулиет Хамънд-Хил | Джулиет Хамънд-Хил | Джулиет Хамънд-Хил |
| Д-р Паскал Келдерманс     | Валънтайн Даял     | Валънтайн Даял     | Валънтайн Даял     |
| Ален Мъни                 | Рон Пембър         | Рон Пембър         | Рон Пембър         |
| Андри Фойрет              | Айлийн Пейдж       |                    |                    |
| Вейт Ренерт               | Робин Лангфорд     | Робин Лангфорд     |                    |
| Жак Бол                   | Тимъти Моранд      |                    |                    |
| Гастон Колберт            | Джеймс Бри         |                    |                    |
| Луиз Колберт              | Мария Чарлс        |                    |                    |
| Ханс ван Броекен          | Гунар Молер        | Гунар Молер        | Гунар Молер        |
| Лена ван Броекен          | Мариан Стоун       | Мариан Стоун       |                    |
| Ивон                      | Хенриета Бейнс     | Хенриета Бейнс     |                    |
| Макс Брокард              |                    | Стивън Ярдли       |                    |
| Инспектор Пол Делон       |                    | Джон Колинс        | Джон Колинс        |
| Маделин Дюкло             |                    | Хейзъл Макбрайд    | Хейзъл Макбрайд    |
| Франсоа                   |                    | Найджъл Уилямс     |                    |
| Майор Ник Брадли          |                    | Пол Шели           | Пол Шели           |
| Вулнер                    |                    | Нийл Даглиш        | Нийл Даглиш        |
| Женевив                   |                    | Триша Кларк        | Триша Кларк        |
| Майор Ханс-Дитрих Ранхарт |                    |                    | Терънс Хардиман    |
| Пол Векор                 |                    | Майкъл Бърн        | Ралф Бейтс         |
| Капитан Стивън Дънфорд    |                    |                    | Стивън Чейз        |
| Хауптман Мюлер            |                    |                    | Хилари Минстър     |
| Пол                       |                    |                    | Кен Моул           |